# Springkop

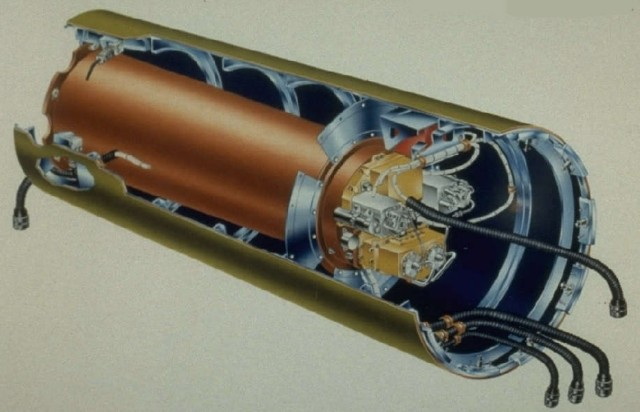
Doorsnede van een W85-kernkop.

Een springkop of gevechtskop is een explosief dat van een
raket of een torpedo een wapen maakt. Een springkop bestaat uit
een lading en een ontsteking.

## Mogelijke ladingen zijn
- Explosief:
  - Conventioneel explosief
    - Explosie
    - Fragmentatie
    - Continuous rod
    - Holle lading

  - Kernkop
- Chemisch
- Biologisch

Die twee laatsten gebruiken ook explosieven voor een snelle verspreiding.

## Mogelijke ontstekers treden in werking
- bij contact met het doelwit, soms met vertraging,
- bij nabijheid van het doelwit die wordt bepaald met radar, sonar, magnetische sensor of laser,
- na een vooraf ingestelde tijdsduur,
- op een vooraf ingestelde hoogte.

Ook een combinatie van bovenstaande is mogelijk.